# Wozrożdienije (osiedle przy stacji w obwodzie leningradzkim)
Wozrożdienije (ros. Возрождение) – osiedle przy stacji w Rosji, w obwodzie leningradzkim, w rejonie wyborskim. W 2010 liczyło 108 mieszkańców.